# Тони Бракстон
Тони Мишел Бракстон (енгл. Toni Michelle Braxton, Севрен, 7. октобар 1967) америчка је певачица, ауторка песама, пијанисткиња, музички продуцент глумица и телевизијска личност. До сада је продала преко 67 милиона музичких издања, укључујући 41 милион албума, једна је од најпродаванијих ритам и блуз уметница у историји музичке индустрије. Бракстонова је освојила седам Греми награда, девет Билборд музичких награда, седам Америчких музичких награда и бројна друга признања. Године 2011. уврштена је у Кућу Славних Џорџије, у Мејкону.
Крајем осамдесетих година Бракстонова је почела да наступа са сестрама у музичкој групи Бракстонове. Након што је привукла пажњу музичких продуцената Ла Рејда и Беби-Фејса, потписала је уговор са издавачком кућом ЛаФејс рекордс. Први студијски албум под називом Toni Braxton објавила је 1993. године, а он је доживео велики комерцијални успех и продат је у 10 милиона примерака широм света. Са албума су се истакли синглови Another Sad Love Song и Breathe Again, а Бракстонова је добила три Греми награде, укључујући и Греми награду у категорији за „Најбољег извођача”.
Велики комерцијални успех Бракстонова је остварила након објављивања албума Secrets (1996), More Than a Woman (2002), Libra и албум Pulse (2005). Брекстонова се поред певања бави и музичком продукцијом. Такмичила се у седмој сезони ријалити серијала Плес са Звездама. Била је продуценткиња и глумила у ТВ серији Породичне вредности Бракстонових.

## Биографија
Рођена је 7. октобра 1967. године у Севрену, Мериленд. Њен отац Мајкл Бракстон био је методистички свештеник и радник у електроенергетској компанији, а мајка Евилин Џексон из Јужне Калифорније, бивша је оперска певачица и козметичарка. Тони је најстарија од шест браће и сестара, има млађег брата Мајкла и четири млађе сестре: Трејси Рене, Тованду Кло, Трину Евет и Тамар Естин. Одгајани су у строго верском домаћинству, а њихов први сусрет са музиком било је певање у црквеном хору. Бракстонова је похађала Државни Универзитет Буи како би стекла звање предавача, али се ипак одлучила за професионално певање.
У августу 2007. године амерички медији писали су о томе како је Бракстоновој дијагностикован рак дојке. Она је у медијима демантовала ту информацију, али јој је 2008. године одстрањена бенигна квржица са дојке, а у априлу исте године биле је кратко хоспитализована. Након тога појавила се у седмој сезони ТВ емисије Плес са звездама и изјавила да јој је дијагностикована микроваскуларна ангина. Дана 18. новембра 2010. године изјавила је да јој је дијагностикован еритематозни лупус, потенцијално по живот опасна аутоимуна болест. У периоду док је снимала серију Породичне вредности Бракстонових хоспитализована је у Лос Анђелесу у децембру 2012. године.
Брекстонова је упознала музичара Кери Левиса током турнеје групе Mint Condition. Венчали су се 21. априла 2001. године, а добили синове 2002. и у марту 2003. године. У новембру 2009. године Бракстонова је објавила да  се растала са супругом, а пар се развео у јулу 2013. године. Од маја 2016. године Бракстонова је у вези са репером Бирдманом, требало је да се вере у фебруару 2018. године, веридбу су отказали у јануару 2019. године, али су остали заједно. Дана 2. јула 2016. године градски и окружни званичници Атланте у држави Џорџији прогласили су 2. јун даном Тони Бракстон.

## Каријера

### 1989—1995: Почетак каријере
Бракстонова и њене четири сестре (Трејси, Тованда, Трина и Тамар) почеле су да наступају у групи Бракстонове крајем осамдесетих година, а имале су уговор са издавачком кућом Ариста рекордс од 1989. године. Њихов први сингл под називом  објављен је 1990. Иако песма није била успешна привукла је пажњу музичких продуцената ЛА Рејда и Беби-Фејса. Рејд и Беби-Фејс радили су на демоу групе Бракстонове под називом . Након тога Беби-Фејс је снимио дует Give U My Heart са Тони Брекстон. Дана 13. јула 1993. ЛаФејс рекордс објавио је албум Бракстонове, под називом . Албум су продуцирали Рејд, Беби-Фејс и Дарил Симонс, а он је био на првом месту америчке листе албума Билборд 200. Први сингл Бракстонове под називом Another Sad Love Song нашао се на седмом месту листе Билборд хот 100 и другом месту Ритам и блуз листе синглова. Песма је уједно била на првом месту Ритам и блуз листе песама за одрасле. Други албумски сингл под називом  био је међу првих пет песама листа Билборд хот 100 и Ритам и блуз, као и други на листи синглова у Уједињеном Краљевству. Остали синглови са албума објављени су 1994. године, укључујући You Mean the World to Me, Seven Whole Days и I Belong to You/How Many Ways. Бракстонов дебитантски албум освојио је неколико награда, укључујући три Греми награде.  Освојила је две Америчке музичке награде 1994. и 1995. године. Албуму  додељен је осмоструки платинасти сертификат од стране Америчког удружења дискографских кућа и продат је у више од 10 милиона примерака широм света.

### 1996—2001: Нови студијски албуми и финансијски успех
У јуну 1996. године Бракстонова је објавила други и њен најуспешнији албум, под називом . Поред Беби-Фејса, Бракстонова је сарађивала и са Тонијем Ричом и Давидом Фостером на албуму. Била је копородуценткиња албума и написала две песме са њега, укључујући и сингл How Could an Angel Break My Heart који се касније нашао на меморијалном албуму Diana Princess of Wales Tribute посвећеном Дајани, принцези од Велса. Уз помоћ сингла You're Makin' Me High који је био на првом месту листе Билборд хот 100 синглова, албум  био је други на Билборд 200 листи албума. You're Makin' Me High такође је био на врху листе Ритам и блуз синглова у Сједињеним Америчким Државама у периоду од две недеље. Други албумски сингл под називом  био је највећи хит у каријери Бракстонове, провео је 11 недеља заредом на првом месту листе Билборд хот 100 и на првом месту Денс листе синглова, као и на Денс клубској листи, четири недеље на првом месту. Сингл је такође био на другом месту листе синглова у Уједињеном Краљевству. Остали албумски синглови укључују I Don't Want To/I Love Me Some Him и How Could an Angel Break My Heart. Након 92 недеље на листи албуму  додељен је осмоструки платинасти сертификат од стране Америчког удружења дискографских кућа, а продат је у 15 милиона примерака широм света.. До 1996. године Бракстонова је продала више од 20 милиона издања, али није добила новац за свој успех, па је покренула на крају неуспешну тужбу против Аристи и Лафејс рекордса и након тога прогласила банкрот. Након банкрота, Бракстонова се одрекла права на многе ствари, укључујући Греми и Америчке музичке награде које су јој додељене раније. Појавила се у бродвејску мјузиклу Летопица и звер, када је 9. септембра 1998. године заменила Ким Хубер.
 Током гостовања у емисији Алана Мекнена представила је песму A Change in Me коју је написала и компоновала, а у мјузиклу се користила до краја јула 2014. године. Напустила је представу 28. фебруара 1999. године. Године 1999. тужба против Лафејс рекордса решена је у корист Бракстонове, а након што је добила новац кренула је са снимањем албума The Heat.
Након што је трогодишњи уговор Бракстонове са Лафејс и Артиста рекордсом решен, певачица је потписала нови уговор вредан 20 милиона америчких долара. У марту 2000. године Лафејс рекордс објавио је He Wasn't Man Enoug, први сингл са Бракстоновог трећег студијског албума под називом The Heat. До јуна 2000. године, песма He Wasn't Man Enough била је друга на Билборд хот 100 листи и прва на Хот ритам и блуз/хип хоп листи. The Heat је објављен 25. априла 2000. године, а дебитовао је на другом месту листе Билборд 200 са 194.448 продатих примерака у првој недељи од објављивања. Албум је био међу двадесет најбољих 15 недеља узастопно, а Бракстонова је на њему сарађивала са музичким продуцентима Беби-Фејсом и Фостером, док су гости на албуму такође били Родни Џеркинс и музичар Кери Левис. Други албумски сингл под називом  био је на тридесет и другом месту Билборд хот 100 листе и шестом Ритам и блуз листе Сједињених Држава. Трећи сингл под називом  био је деведесет и осми на Билборд хот 100 листи и први на Хот денс и клуб листи. Четврти албумски сингл под називом  био је на седамдесет и четвртом месту Ритам и блуз листе. Албуму  додељен је двоструки платинасти сертификат у Сједињеним Државама, а до 2002. године продат је у преко 4 милиона примерака широм света. The Heat је номинован за бројне награде. На 43. додели Греми награда, сингл Бракстонове под називом He Wasn't Man Enough номинован је у категорији за „Најбољу ритам и блуз песму” и на крају је освојио награду у категорији за „Најбољу женску ритам и блуз вокалну изведбу”, док је албум добио номинацију у категорији за „Најбољи ритам и блуз албум”. The Heat је такође номинован у категорији за „Најбољи соул албум женског извођача”, а освојио је две Америчке музичке награде.
Године 2001. Бракстонова се појавила у филму Kingdom Come, што је уједно била њена прва улога. Године 2002. док се спремала да објави четврти студијски албум, открила је да је трудна. Пошто је знала да неће имати снаге да промовише албум, затражила је од Артиста рекордса да помери датум објављивања албума. Артиста рекордс је одбио предлог Бракстонове, а албум под називом  објављен је у новембру 2001. године. 

### 2002—2010: Нови албуми, сукоб са издавачком кућом и глума
У новембру 2002. године Бракстонова је објавила пети студијски албум под називом . Албум није доживео велики комерцијални успех, био је на тринаестом месту албума у Сједињеним Државама. Први албумски сингл под називом  био је на осамдесет и шестом месту листе Билборд хот 100, а након њега уследили су синглови A Better Man и Lies, Lies, Lies који нису успели да се пласирају на Билборд хот 100 листу. И поред слабог успеха, албуму  додељен је златни сертификат од стране Америчког удружења дискографских кућа. У априлу 2003. године Бракстонова је напустила Ариста рекордс, након 14 година сарадње и потписала уговор са издавачком кућом Блекраунд рекордс, коју је држао Бери Хакерсон, који је у то време био и њен менаџер. Године 2006. Бракстонова се појавила у ситкому Кевин Хил. У априлу 2005. године, издавачка кућа Блекраунд рекордс објавила је песму Бракстонове под називом Please, што је први сингл са њеном петог студијског албума под називом Libra. Било је у плану да албум буде објављен у јуну, али је ипак објављен у 27. септембра 2005. године. Слаба промоција и недостатак посвећености албуму од стране издавачке куће резултирали су лошим пласманом албума на музичким листама. Песма  била је на тридесет и шестом месту Билборд хот Ритам и блуз/хип хоп листе, а није се пласирала на Билборд хот 100 листу. Ипак, албум  био је на четвртом месту листе Билборд 200 и продат је у 114.593 примерака током прве недеље од објављивања. Други албумски сингл под називом  био је на шездесет и седмом месту Ритам и блуз листе. Неуспех је поред слабе промоције приписан недостатку видео спотова. Албуму је додељен златни сертификат крајем 2005. године, а до тада продат је у 679.000 примерака широм света.
Године 2006. Бракстонова је снимила песму у сарадњи са Ил Дивом под називом The Time of Our Lives, која је била званична химна Светског првенства у фудбалу 2006. и изведена је на церемонији отварања у Берлину 9. јуна, као и на церемонији затварања првенства. Бракстонова се појавила у финалу пете сезоне емисије Амерички идол, када је извела песму In the Ghetto од Елвиса Перслија. Након што је њеном сину дијагностикован аутизам, Бракстонова је постала портпаролка Америчког удружења за здравље. Дана 12. јануара 2007. године Бракстонова је поднела тужбу Окружном суду Сједињених Држава за јужни округ Њујорка, против бившег менаџера Барија Ханкерсона, за 10 милиона долара, оптужујући га за превару и двоструко пословање, као и за лоше пословање са издавачком кућом Ариста рекордс. Случај је решен тако што је Бракстонова морала да врати 375.000 долара Ханкерсону, који је такође добио проценат од продаје њеног следећег албума, а Ханкерсон ју је ослободио уговора са њим. Нагодба је такође привремено ограничила могућност Бракстонове да потпише уговор са другим издавачким кућама.
Почетком 2008. године Бракстонова се појавила у седмој сезони такмичења Плес са звездама, а њен партнер био је Алек Мазо. Дуо је испао након пет недеља такмичења. У октобру 2008. године певачица је потписала уговор са Атлантик рекордсом. Након тога, диск-џокеј Френк продуцирао је Бракстонову песму Yesterday која је премијерно представљена 11. септембра 2009. године. Објављена је као водећи сингл њеног шестог студијског албума под називом . Песма  била је на дванаестој позицији Билбордове лисе Хот ритам и блуз/хип хоп песама, а као сингл представљена је у целом свету 3. маја 2010. године. У Уједињеном Краљевству Yesterday је био педесети на листи синглова и седамнаести на листи Ритам и блуз синглова. Песма је такође била хит у Европи, на двадесетом месту листе синглова у Немачкој, седамнаестом месту листе у Швајцарској и педесетом месту листе Европских хот 100. Након тога, са предстојећег албума објављене су песме Hands Tied и Make My Heart, а прва се нашла на двадесет и деветом месту Хот ритам и блуз/хип хоп песама. Песму Make My Heart Бракстонова је извела у шоу Венди Вилијамс. Шести студијски албум под називом Pulse Бракстонова је објавила 4. маја 2010. године у Сједињеним Државама и 10. маја 2010. године у Уједињеном Краљевству. Због тога што се на интернету нашло двадесет и седам песама које су требале да буду на албуму, на Pulse се због тога званично нашло само једанаест песама, а дебитовао је на деветом месту америчке листе Билборд 200 и на првом месту Ритам и блуз/хип хоп албума. Албум је такође постигао успех на листама широм света, у Канади је био на седамдесет другом месту, у Великој Британији на двадесет и осмом месту, у Немачкој на осамнаестом месту, а у Швајцарској на деветом месту музичке листе. Дана 28. јуна 2010. године, Бракстонова је објавила видео спот за песму Woman. Учествовала је на римејк песми We Are the World 25 for Haiti како би помогла људима након земљотреса на Хаитију. Нова верзија песме снимљена је 1. фебруара 2010. године, а на њој је учествовао велики број музичара.

### 2011—данас: Нови албуми, глума и објављивање мемоара
Браксотнова је потписала уговор са WE телевизијом за ријалити серију Породичне вредности Бракстонових, а она је почела да се приказује 12. априла 2011. године. У серији је учествовала њена мајка, као и њене сестре Трина, Тамар, Трејси и Тованда. Након тога Тони је раскинула уговор са дугогодишњим менаџером Винсентом Хербером, који је уједно супруг њене сестре Тамаре и потписала нови уговор са компанијом The Collective. Након тога Бракстонова је завршила снимање филма Угији у великој авантури с балонима, у улози певачице Розалид Розебуд, а филм је објављен 2012. године. Касније исте године, изјавила је да је ради на новом студијском албуму. У интервјуу је изјавила да ће у марту 2012. године објавити сингл I Heart You, а он је имао премијеру 9. марта 2012. године. Песма је била на првом месту Билборд денс/клуб листе, а спот за нумеру радио је Били Бодруф. Убрзо након тога, у медијима су се појавиле информације да се се Бракстонова повући из света музике, што је она и потврдила 7. фебруара 2013. године, док је била у Канади и снимала филм Twist of Faith. Појавила се и у емисији Добро јутро Америко, где је промовисала филм и изјавила да ће се повући из музике и фокусирати на глуму.
Дана 4. фебруара 2014. године Бракстонова и Беби-Фејс објавили су албум Love, Marriage & Divorce. Водећи албумски сингл Hurt You премијерно је објављен 17. августа 2013. године. Песма је постигла велики комерцијални успех и била на првом месту Урбан и Билбордове листе за одрасле, као и на шеснаестом месту листе Хот ритам и блуз/хип-хоп. Други албумски сингл под називом  био је на једанаестом месту Ритам и блуз листе за одрасле. Албум је номинован у категорији за „Најбољи албум на свету”, на додели Светских музичких награда 2014. године. Love, Marriage & Divorce освојио је Греми награду 2015. године. Дана 20. јануара 2014. године Бракстонова је објавила да ће издати мемоар под називом „Unbreak My Heart: A Memoir”, а у њему ће писати о успеху, борби, излечењу и животу сина који има аутизам. Мемоар је објављен 20. маја 2014. године.
Дана 14. маја 2015. године Бракстонова је изјавила да се вратила у студио и почела рад на осмом студијском албуму. У септембру 2015. године објављен је певачицин аутобиографски филм под називом . Филм је након премијере на интернету имао 3,6 милиона прегледа, а на сајту IMDb има просечну оцену 6,5.
У октобру 2015. године група Бракстонове објавила је албум Braxton Family Christmas. Албум се нашао на двадесет и седмом месту Билбордове листе Ритам и блуз/хип хоп албума, десетом Ритам и блуз листе и дванаестом на листи Празничних албума у Сједињеним Државама. У интервјуу за Јутарњи лист 22. јануара 2016. године, Бракстонова је изјавила да ће поново сарађивати са Беби-Фејсом, на албуму Love, Marriage & Divorce Pt. II. Дана 25. јула 2016. године певачица је најавила да ће кренути на турнеју крајем 2016. године, под називом The Hits Tour по Северној Америци. Пет дана пре турнеје, 3. октобра 2016. године, Бракстонова је хоспитализована, што је резултирало да откаже прва два датума турнеје. Отказани датуми су премештени за 28. и 29. јануар 2016. године. Непосредно пре почетка турнеје, певачица је поново хоспитализована, али је ипак одржала турнеју. У децембру 2016. године Бракстонова је на свом налогу на Твитеру објавила информацију за је њена турнеја планирана за 2017. годину отказана и да ће ускоро објавити нови албум.
Дана 14. септембра 2017. године Бракстонова је објавила сингл Deadwood, који се нашао на њеном осмом албуму под називом . Сингл је био на седмом месту Ритам и блуз листе за одрасле.  Ремикс ЕП Бракстонове за песму Coping објављен је 10. новембра 2017. године. Сингл је био на првом месту Билбордове листе Денс песама.  објављен је 23. марта 2018. године и номинован је за Греми награде, на 61. додели Греми награда. Други албумски сингл под називом  објављен је 9. фебруара 2018. године и био је на првом месту Ритам и блуз листе за одрасле. Дана 20. априла 2018. године објавила је сингл Broken Things, на којем су јој гостовале сестре Трејси и Трина. Од октобра 2018. године гостовала је на турнеји америчког ритам и блуз бенда SWV. Заједно са сестром Товандом појавила се у божићном ТВ филму Сваки дан је Божић, који је премијерно емитован 24. новембра 2018. године. Током 2018. заједно са ујаком Будом започела је производу и дистрибуцију производа од конопље, а заједно су креирали маркетиншку кампању тих производа.

## Дискографија
Студијски албуми
- (1993)
- (1996)
- (2000)
- (2001)
- (2002)
- (2005)
- (2010)
- (2018)

Колаборациони албуми
- (са Беби-Фејсом) (2014)